# بنات أكريكوز (مسلسل)
بنات أكريكوز مسلسل سوري اجتماعي كوميدي، يروي قصة أم لأربع بنات سافر زوجها وديع ليعمل خارج البلاد فتضطر أن تصرف عليهن، فتلجأ في بعض الأحيان أن تستدين من خالها أو من ناطور البناية، وتكون هذه العائلة بانتظار دائم لعودة الأب. والأم تفتخر دائماً بعائلتها «أكريكوز»، كما أنها تسعى لتزويج بناتها. حلقات المسلسل منفصلة فكل حلقة تروي مغامرة أو قصة جديدة تحدث مع هذه العائلة. المسلسل من كتابة وتأليف سلمى كركوتلي وإخراج هشام شربتجي.
المسلسل من بطولة:
مها المصري بدور منيرة خانوم أم البنات،
خالد تاجا بدور خال منيرة الذي دائماً ينسى،
كاريس بشار بدور فريدة بنت منيرة الكبرى المهووسة بالشهرة والجمال،
ديما بياعة بدور يارا «إذاعة الأخبار» فهي تحب الحديث على التلفونات،
ندين تحسين بيك بدور رولا الحشّورة التي تحب مراقبة الجيران،
يمنى الحلبي بدور عليا بنت منيرة الصغرى الطفلة التي تحب الحيوانات،
وفاء موصللي بدور الجارة الثرثارة،
سلافة عويشق بدور صديقة منيرة الرياضية،
جمال العلي بدور ناطور البناية،
غادة بشور بدور الخادمة وزوجة الناطور، 
وغيرهم من نجوم الدراما السورية.